# Коста Алковић
Костантин Коста Алковић (Земун, 3. октобар 1834 — Београд, 15. мај 1909) био је српски физичар, професор физике и механике и политичар.

## Биографија
Константин Коста Алковић рођен је у Београду 1834. године. Добио је државну стипендију после завршенога Лицеја на Политехничком институту у Бечу. Дипломирао је 1859. математику, физику, механику и практичну геометрију на бечкој политехници. Био је професор физике и механике у Лицеју и Великој школи (од 1862. суплент, а професор од 26. септембра 1863. до 1893), декан Техничког одсека Велике школе (1868), ректор Велике школе (1885/1886;1891/92), редовни члан Српског ученог друштва, почасни члан Српске Краљевске академије (1892), министар грађевина Србије (од 9. августа 1891. до 8. марта 1893), заступник Министра просвете и црквених послова (од 26. децембра 1892. до 4. јануара 1893).

## Каријера
Коста Алковић није писао уџбенике, ни научне радове, али је ипак пратио научна и техничка достигнућа и настојао да физички кабинет унапреди корисном литературом. По повратку са студија у Србију 1862. године постављен је за суплента упражњене катедре физике на Лицеју, а 1863. године за једног од десет професора физике на Великој школи. Поред физике предавао је механику, а од исте године предавао је и елементе метеорологије и физичке географије на Војној академији. У току свог рада био је и директор физичког кабинета. Прославио је 1887. године редак јубилеј - 25. година за професорском катедром на Великој школи. Од 1863. до 1892. године је био професор физике на београдској Великој Школи. Од 1893. године његов рад су наставили његови ученици и колеге Ђорђе Станојевић и Милан Недељковић. Као министар грађевина од 21. августа 1892. до 20. марта 1893. године у влади Јована Авакумовића је одликован Орденом Светог Саве првог реда. Касније је био и саветник у српској влади. Одликован је за учешће у Српско-турским ратовима 1876—1878. године. Од 25. јануара/7. фебруара 1870. године је био редовни члан Српског ученог друштва, и обављао је функцију секретара Одбора за науке природне и математичке 1879/1880. Од 15/27. новембра 1892. године је био почасни члан Српске краљевске академије.